# Setmana pro-amnistia de maig de 1977
La setmana pro-amnistia de maig de 1977 va ser una convocatòria de mobilitzacions populars que va tenir lloc durant la transició política espanyola, inicialment per a la setmana del 8 al 15 a Àlaba, Guipúscoa, Biscaia i Navarra per reclamar l'amnistia de tots els presos relacionats amb penes de caràcter polític. Les mobilitzacions van ser durament reprimides per les Forces d'Ordre Públic que provocaren set morts i nombrosos ferits, alguns d'ells per ferides de bala.

## La lluita per l'amnistia
Amb motiu de la coronació de Joan Carles I, el 25 de novembre de 1975 es va promulgar un indult que va beneficiar fins a l'1 de juny de 1976 a 773 persones empresonades per delictes d'arrel política (dels 8.903 presos que es van veure beneficiats), dels quals 688 van ser excarcerats i la resta va veure reduïda la seva pena.
El gener de 1976 es va constituir a Sant Sebastià, a l'empara de la nova llei d'associacions, la primera associació proamnistia formada per un grup d'advocats i altres persones conegudes de la vida social de la ciutat, fundant la Comissió Gestora de l'Associació pro Amnistia. Iniciatives similars es van produir en nombroses localitats basques i navarreses, escenari en aquests primers mesos de 1976 de múltiples manifestacions, tancaments i recollida de signatures per l'alliberament de tots els presos.
El 30 de juliol de 1976 es va decretar una amnistia, que va suposar l'alliberament de 287 presos i que no va incloure els delictes enquadrats dins de la denominació de terrorisme, per la qual cosa no va afectar la majoria dels presos que tenien aquesta consideració, per la seva relació real o presumpta amb ETA i organitzacions similars. A la mort de Franco hi havia a les presons espanyoles uns 400 presos empresonats per delictes d'arrel política, dels quals al voltant de 250 estaven condemnats per terrorisme. Això va provocar que se seguissin convocant manifestacions públiques per sol·licitar una amnistia total. Aquestes manifestacions es van donar en diversos punts d'Espanya, però es van concentrar especialment a les províncies basques i Navarra (en aquella època en què no estaven establertes les autonomies, el concepte "províncies basques" incloïa a Navarra en nombrosos casos). A Madrid el jove Arturo Ruiz va ser assassinat pels Guerrilleros de Cristo Rey quan participava en una d'aquestes manifestacions, en vespres de la matança d'advocats laboralistes del carrer Atocha de 1977.
L'11 de gener de 1977, Adolfo Suárez va rebre a quatre membres de la Comissió dels Nou (representants de l'oposició en la negociació amb el govern: Joaquín Ruiz-Giménez, d'Izquierda Democrática; Joaquín Satrústegui, monàrquic; Enrique Tierno Galván, PSP; José María de Areilza, monàrquic; Josep Andreu i Abelló, catalanista; Francisco Fernández Ordóñez, del grup FEDISA; Santiago Carrillo, PCE; Felipe González, PSOE; i Julio Jáuregui Lasanta, EAJ-PNV), veterà nacionalista basc exiliat durant la major part del franquisme, qui posà com a condició per a una reconciliació total l'amnistia total.
Per la seva banda, el 28 de febrer, 44 gestores de Guipúscoa es van entrevistar amb el nou governador civil per sol·licitar la seva legalització. El governador no només es mostra partidari de l'amnistia, sinó que sol·licita ser inscrit com a soci. Entre el 26 de febrer i el 6 de març es va convocar una primera setmana pro-amnistia a Euskadi i Navarra, que malgrat la virulència amb la qual es reprimeixen les mobilitzacions no va produir víctimes mortals. L'11 de març el govern va aprovar un decret d'ampliació de l'amnistia que permet la posada en llibertat d'altres 74 presos bascos fins a maig, al costat de la sortida d'altres presos fins a arribar a 1.940 persones.

### Cimera de Chiberta
Les primeres eleccions democràtiques des de la Segona República ja estaven convocades pel 15 de juny. El 30 d'abril es va realitzar per iniciativa de Telesforo Monzón una reunió en el club Chiberta d'Anglet (a Iparralde) on van acudir representants de totes les organitzacions del nacionalisme basc: PNB, ANV, EKA, ESB, ESEI, EHAS, LAIA (bai), EIA, ETA-m, ETA-pm i un grup d'alcaldes. També va acudir Miren Purroy, directora del setmanari abertzale Punto y Hora de Euskal Herria.
Encara que teòricament l'objectiu que Telesforo Monzón s'havia proposat per a aquesta reunió era la creació d'un front nacionalista, ETA-militar va imposar que es tractés exclusivament de l'amnistia, condició sense la qual considerava il·legítimes les eleccions de juny de 1977. Una delegació dels grups reunits a Chiberta es va reunir el 10 de maig amb Adolfo Suárez per exposar-li l'exigència d'amnistia i llibertats democràtiques. El president els va respondre que no podia excarcerar a tots els presos per al dia 24, en què començava la campanya electoral, ja que estava pressionat per l'Exèrcit. ETA-militar va intentar aprofitar les reunions de Chiberta per a imposar el seu lideratge a la resta del nacionalisme basc, però el PNB es va negar. D'altra banda, gràcies a les negociacions que paral·lelament estava portant el Govern amb ETA-pm i EIA, es va aconseguir l'"estranyament", és a dir, l'alliberament a l'estranger dels més importants presos d'ETA, entre ells Mario Onaindia.
Aquests fets finalment van dividir al nacionalisme basc, una part decidí presentar-se a les eleccions, com el PNB —que des del principi va tenir una decisió ferma de presentar-se—, o una part de l'esquerra abertzale —creant coalicions com Euskadiko Ezkerra (per presentar-se al País Basc) i UNAI (a Navarra), que van ser recolzades per ETA-pm, o ben presentant-se en solitari al País Basc (ANV i ESB) o en coalició amb el PNB a Navarra (UAN)—; mentre que una altra part de l'esquerra abertzale (EHAS i LAIA) va decidir no presentar-se i exigir, igual que ETA-m, l'Alternativa KAS, que estava redactada des de l'estiu de 1976 i els punts del qual eren:
| « | 1. Establiment de llibertats democràtiques. 2. Amnistia. 3. Adopció de mesures destinades a millorar les condicions de vida de les masses populars i en particular de la classe obrera. 4. Dissolució dels cossos repressius. 5. Reconeixement de la Sobirania Nacional d'Euskadi, la qual cosa comporta el dret del poble basc a disposar amb tota llibertat de la seva destinació nacional i la creació d'un Estat propi. 6. Establiment immediat i a títol provisional d'un Estatut d'Autonomia efectiu per a Araba, Guipúscoa, Nafarroa i Bizkaia. 7. Constitució, en el marc de tal Estatut, d'un Govern Provisional d'Euskadi. | » |

## Convocatòria de lluita per a la setmana de maig
A la fi de febrer es va convocar a les quatre províncies una setmana de lluita pro-amnistia total del 8 al 15 de maig. Encara que els incidents es van produir als quatre territoris es destaca els fets més destacables en les diferents jornades. Les convocatòries de vaga van ser reeixides de forma global en tots els territoris.

### Del dilluns 8 al dimecres 11 de maig
Del 8 a l'11 es van produir innombrables tancaments, taules rodones i manifestacions. La majoria van ser prohibides i reprimides amb la màxima energia. Les càrregues policials i detencions s'incrementen. Nombrosos partits polítics inclòs el Partit Socialista d'Euskadi (en el qual estaven integrats llavors els socialistes navarresos), van convocar una "jornada de lluita" pel 12 de maig.

### El dijous 12 de maig
L'atur va ser extens, i la repressió de les concentracions va passar d'utilitzar material antidisturbis amb pilotes de goma i pots de fum a utilitzar foc real. Al barri de Gros de Sant Sebastià és ferida de bala en el pit una dona quan es trobava a casa. A Errenteria la Guàrdia Civil dispara als manifestants provocant cinc persones ferides amb ferides de bala. Hores més tard moriria Rafael Gómez Jáuregui, de 78 anys, a causa d'un dels trets rebuts.

### El divendres 13 de maig
L'endemà la vaga s'havia convertit en general i van seguir muntant-se barricades i produint-se de nou ferits de bala. A Errenteria es produeixen diversos ferits greus, un d'ells estant en la balconada de la seva casa al polígon de Beraun. La comissió de Governació de la Diputació de Guipúscoa acorda fer pública una extensa nota amb la petició d'esclariment dels fets, responsabilitats per als culpables i el restabliment de la pau ciutadana, insistint en la necessitat d'una accelerada aplicació de l'Amnistia. Es produeixen comunicats de les diferents força polítiques i entitats condemnant la repressió. A Tolosa es produeixen dos ferits de bala més, un de greu i un altre menys greu.
Es difon una nota del Govern Civil, elaborada la matinada anterior, on es dona una versió oficial dels fets, excepte la mort de Rafael Gómez, que no s'explica. Es prohibeixen tots els mítings polítics programats per al cap de setmana. L'organització de la Volta Ciclista a Espanya no entrarà a Guipúscoa com estava previst.
A la nit mor un treballador de l'autopista Bilbao-Behovia atropellat quan retirava una barricada, obligat per la Guàrdia Civil, a la vora d'Errenteria.
Actuen els incontrolats a Sant Sebastià amb trets, pel que sembla de salva. Els altercats a la ciutat es perllonguen més enllà de la mitjanit.
A Pamplona es tenia coneixement que havien secundat la vaga uns onze mil treballadors. També a altres localitats navarreses com Bera on l'ajuntament va celebrar una sessió extraordinària demanant l'amnistia total. A la tarda es van iniciar els incidents als carrers. S'havia prohibit un acte proamnistia al frontó Labrit incrementant-se els enfrontaments en els seus voltants. En un lloc proper, en la confluència del carrer Caldereria del Nucli Antic amb la Baixada de Javier la Policia Armada va atrapar José Luis Cano, a qui havien vist tirar una pedra, i el van introduir al bar Manuel (actualment bar Imanol), on va ser copejat i cossejat, al mateix temps que es va sentir un tret procedent de la pistola d'un dels policies, que li va donar en el cap i que li va causar la mort. Alfredo García, llavors alcalde d'Antsoain, va ser testimoni dels fets, no sabia precisar si el tret va ser fortuït o intencional, però van seguir colpejant-lo una vegada que es va escoltar el tret. Es va encarar a la policia indicant-los que ell era un superior per ser alcalde.
Posteriorment en aquesta mateixa tarda moria un ancià de 72 anys que es trobava en la balconada de la seva casa, d'un infart, després de l'impacte d'una bala de goma en la seva balconada mentre era testimoni de com colpejava la Policia Armada a un noi al carrer San Nicolás. Un jove, de 15 anys va ser ferit greu per una pilota de goma estant també a la balconada de la seva casa al carrer Estafeta.
Atès que José Luis Cano estava domiciliat a Errenteria, la nota del Govern Civil va apuntar que:
| « | Tant pel domicili del mort, com per la procedència d'algun dels membres integrants del grup agressor s'ha pogut comprovar que es tractava de persones expressament desplaçades a aquesta província per incitar a la jornada de lluita | » |
| — | |   |

Això va ser desmentit pel seu germà, indicant que es trobava a Pamplona des del 4 de maig, com és habitual per tenir família a la ciutat, i que la seva mare era enterrada al cementiri de la ciutat.

### El dissabte 14 de maig
A Pamplona la vaga general era un fet, la ciutat va aparèixer presa per les forces d'ordre públic, amb les Brigades especials provinents d'altres províncies. Les emissores de ràdio (excepte Radio Requeté i Radio Popular, que emetien música sacra i clàssica) van radiar el text acordat per l'ajuntament de Pamplona:
| « | 1. Condemnar amb tota energia i responsabilitat l'actuació de la força pública que va ocasionar ahir una mort violenta i diversos ferits greus i exigir als qui ordenen aquestes actuacions, prou garanties en aquest aspecte, especialment en una severa restricció de l'ús de les armes de foc, garanties necessàries perquè el poble de Pamplona vegi en els seus membres, homes al servei del poble i no els seus enemics. 2. Reiterar una vegada més amb la màxima vehemència davant el Govern de la nació que només una excarceració immediata i total de tots els presos polítics produiria en aquest País el clima suficient per assegurar la pau necessària en aquest greu moment polític electoral. 3. Expressar el condol a la família del mort i col·locar a mitjana fins a la bandera de la ciutat en senyal de dol. 4. Invocar a tots els grups polítics i al poble de Pamplona la necessitat de mantenir la calma i serenitat, sentiments compatibles amb un duel i indignació, en els que avui participa tot el poble de Pamplona. 5. Comissionar al molt il·lustre senyor alcalde accidental i als regidors don Miguel Javier Urmeneta Ajarnaute i don Juan Manuel Pérez Balda perquè es traslladin immediatament a Madrid i exposin al president del Govern la situació del País i la urgència d'adoptar mesures adequades. | » |

A la ciutat no va poder dur-se a terme cap manifestació pacífica, es produeixen altercats amb barricades a diversos barris com en l'avinguda de Villava amb 3.000 persones (conjunció dels barris de Chantrea, Rochapea i la vila d'Antsoain), barri de San Juan i al barri de San Jorge.
També es convoquen tancades i manifestacions en altres localitats de Navarra, Tudela, Bera, Altzate, Altsasu, Lekunberri.
A Ortuella, Biscaia, quan un grup d'amics sortien d'un comiat de solter i es dirigien per la carretera cap al centre del poble van ser seguits per jeeps de la Guàrdia Civil que circulaven amb les llums apagades. De sobte van sentir sorolls de les portes en saltar dels vehicles els guàrdies civils, la majoria arrencaren a córrer i els guàrdies els van disparar. Va morir Manuel Fuentes Mesa, membre de Comissionis Obreres d'un tret al cap.

### El diumenge 15 de maig
Guipúscoa clareja amb carrers deserts. Arriba la notícia de l'altre mort a Ortuella. Se suspenen tots els actes i espectacles esportius.
La tensió del dia anterior es perllonga a Pamplona. José Luis Cano anava a ser enterrat a Pamplona, on tenia família i estava enterrada la seva mare. Uns 2.000 assistents van acudir al cementiri a honrar la seva memòria. No obstant això la policia va carregar amb material antidisturbis contra els assistents. Els trets eren contra tot, contra les finestres, contra els cotxes, contra qualsevol grup de persones... Molts assistents es van quedar tancats al cementiri, alguns van poder saltar els reixats, uns altres van tirar una de les portes per poder treure, camp a través, als més grans. Dues hores i mitja després es va restablir la calma. Aquesta calma només va durar fins a dos quarts de vuit, quan es va realitzar el funeral a la Rochapea, novament es va procedir a dissoldre violentament als assistents. Va resultar ferit molt greu un metge.
Durant el cap de setmana les barricades als carrers van persistir, fins i tot amb camions a les carreteres.
A Bilbao les escaramusses es van mantenir durant tota la jornada del diumenge, especialment al barri d'Errekalde. També a Ortuella i Barakaldo es van produir altercats amb ferits de bala.

### El dilluns dia 16 de maig
Finalment el dilluns 16 es va convocar una vaga general als quatre territoris, com a protesta per la violència emprada. L'atur hi va ser total, però el grau d'enfrontament de carrer va ser menor que el de la setmana anterior encara que se'n van mantenir al matí. A Pamplona, com a mesura de protesta, es van produir tancaments de metges, infermers i auxiliars en nombrosos centres sanitaris.
Per a aquest dia es va proposar estendre la convocatòria de vaga general a la resta d'Espanya, però no va ser recolzada per Comissions Obreres (CCOO), d'acord amb el recentment legalitzat Partit Comunista d'Espanya (legalitzat a l'abril d'aquest any). Marcelino Camacho, responsable de CCOO va explicar:
| «                                                       | En el moment actual, quan les llibertats són encara fràgils, creiem que l'objectiu fonamental de la classe obrera és consolidar i desenvolupar les llibertats. Tota actuació que vingui a desestabilitzar és contrària a la classe obrera | » |
| — Marcelino Camacho. Citado en Memoria de la Transición | |   |

Aquest document va rebre la resposta d'un altre signat per 180 membres de CCOO d'Euskadi i denunciava:
| «                                                                                           | la resolució adoptada com una clara i conscient traïció als interessos de la classe obrera davant la situació creada a Euskadi... el caràcter aterridor de xantatge dels membres del Secretariat General... se censurava especialment les intervencions de Félix Pérez Carrasco (membre del secretariat permanent a Euskadi) i Marcelino Camacho..., considerava que no es respectava el caràcter plural en l'ideològic i atemptava contra el caràcter unitari de la confederació... i s'exigia una rectificació pública per part del Secretariat General. | » |
| — Nota de CCOO d'Euskadi ratificada per la majoria dels delegats per al Congrés Constituent | |   |

Aquest dia des de la seu de RTVE a Bilbao es va fer una nota televisada per un locutor, cosa insòlita, en el que els treballadors se solidaritzaven amb la petició d'amnistia total i condemnava els desmesurats mètodes de repressió emprats.
A la resta de territori espanyol es van produir tancaments a Madrid, Barcelona, Valladolid, Salamanca, Saragossa i Santiago de Compostel·la.

### Llista de morts
En aquests dies consta la mort de set persones:
- Rafael Gómez Jaúregui: de 78 anys. Va caure abatut per trets efectuats per la Guàrdia Civil el dijous dia 12 a Errenteria.[4]
- José Luis Cano Pérez: de 28 anys. Mort per un tret mentre era colpejat per nombres de la Policia Armada, el divendres dia 13 a Pamplona.[4]
- Clemente del Cano Ibañez: Atropellat per un vehicle quan era obligat per la Guàrdia Civil a retirar[5] una barricada a Oiartzun.[4]
- Manuel Fuentes Mesa: de 30 anys. Va ingressar cadàver a l'Hospital de Cruces en la matinada del diumenge en rebre trets de la Guàrdia Civil a la localitat biscaina d'Ortuella.[4]
- Luis Santamaría Miquelena: de 72 anys, va morir a conseqüència d'un infart, mentre presenciava des de la seva casa els enfrontaments de manifestants i policies a Pamplona.[4]
- Gregorio Marichalar Ayestarán: Una bala li va causar greus destrosses internes en el pit i abdomen el divendres a la tarda quan es trobava en la balconada de la seva casa al polígon de Beraun a Errenteria. Inicialment ferit de gravetat, va morir al juny, després de refer-se a l'hospital.[8]
- Francisco Javier Fernández Núñez, de Bilbao el dia 14 va ser objecte d'una brutal pallissa a mans d'un grup d'«incontrolats». Quan es disposava a interposar la denúncia per aquests fets, el mateix grup li va obligar a ingerir conyac i oli de ricí, morint poc després.[9]

## Valoracions posteriors
L'actuació de les forces d'ordre públic a Euskadi va ser condemnada enèrgicament, unànimement i col·lectivament per partits polítics, centrals sindicals, associacions de professionals, davant l'opinió pública en general i a l'ajuntament de Pamplona en particular.
La repressió indiscriminada es va fer palesa amb les denúncies de danys materials a l'interior dels habitatges, donats els atacs intencionats amb pots de fum i de gasos lacrimògens. Els bombers van haver-hi d'intervenir en nombroses ocasions per a apagar conats d'incendi en habitatges, a més de rescatar a persones impedides. També es va denunciar la falta de respecte a les ambulàncies quan acudien a recollir els ferits i els maltractaments als detinguts.

### Premsa a Espanya
La premsa independent a Espanya, des d'anàlisis diferents van arribar a la conclusió que era imprescindible l'amnistia total.
- Cambio 16: parla de la ceguesa del govern i

| « | Unes forces de l'ordre totalment alienades del poble al que serveixen se senten alhora forces d'ocupació i forces assetjades sense capacitat per actuar amb l'exquisida serenitat que aquesta situació exigeix. | » |

- Mundo, Josep Ramoneda va dir:

| « | Seguir entenent el conflicte del País Basc com el resultat de l'acció d'unes minories subversives és impossibilitar la solució al problema i mantenir-se una escalada que només condueix a l'Ulster. I ni el fràgil procés polític espanyol ni qualsevol consciència política civilitzada pot contemplar amb assossec aquesta perspectiva. | » |

- Cuadernos para el Diálogo:

| « | A qualsevol país democràtic el succeït hagués provocat de manera fulminant la caiguda del Govern. Aquí a l'Espanya de la predemocràcia, els ciutadans ni tan sols ens mereixem una explicació convincent... Si el problema basc es converteix desgraciadament per a tots, en un problema sense tornada no serà per culpa del poble basc, ni tampoc, i interessa dir-ho, per la resta dels pobles espanyols. | » |

### Resposta de la Koordinadora Abertzale Sozialista
Els candidats inscrits en la coalició Euskadiko Ezkerra es van retirar de la convocatòria electoral.
| « | La repressió, la sang i els assassinats dels qui ha estat víctima el poble basc durant la setmana pro-amnistia han servit d'accelerador a la nostra intenció de retirar les candidatures si, per al dia 24 de maig no es donaven les condicions d'amnistia total i llibertada d'actuació per a tots els partits... En una sola setmana ha caigut sobre el poble basc més repressió que durant tot l'any. Les seves exigències d'amnistia total i llibertats democràtiques no s'han satisfet. No podem defraudar al poble prenent part en la farsa electoral. | » |

### Resposta governamental
Seguidament el 20 de maig, i precisament coincidint amb una acció dels bereziak (comandos especials) d'ETApm en què van segrestar a l'empresari i exalcalde de Bilbao Javier Ybarra y Bergé, el Consell de Ministres va aprovar una fórmula d'indult amb estranyament. Això permetrà abandonar la presó, rumb a diversos països als sis condemnats a mort en el Procés de Burgos i altres presos relacionats amb ETA amb acusacions de delictes de sang i pendents de judici. Els països que van acceptar acollir-los van ser Bèlgica, Suïssa, Dinamarca, Països Baixos i Noruega. En canvi Suècia es va negar, sense donar oficialment explicacions (el Govern d'Olof Palme extraoficialment va transmetre que era partidari que Suárez decretés una amnistia total clara).

## L'última amnistia
Després de l'estiu de 1977, el Govern d'Espanya i l'oposició negociaven un projecte comú de llei d'amnistia. En aquest cas es va decidir que s'havia de comptar amb el suport unànime del Parlament. Finalment el 7 d'octubre el Consell de Ministres va aprovar un projecte que suscita les reticències d'Aliança Popular (AP). L'endemà ETAm assassinava al president de la Diputació de Biscaia Augusto Unzueta i els seus escortes. Hores abans que es reunís el ple del Congrés dels Diputats el 14 d'octubre la policia matava en un control a un jove veí de Barakaldo. En la votació al Congrés de Diputats només va haver-hi dos vots en contra i 18 abstencions, gairebé tots membres d'AP, i 6 al Senat. Aquesta amnistia afectava 89 presos.
En les setmanes següents van anar sortint de presó els últims presos relacionats amb ETA, uns 30, acusats de delictes comesos amb posterioritat a l'aprovació de la Llei per a la Reforma Política i abans de les eleccions del 15-J. També es va aplicar als membres d'extrema dreta que havien realitzat diverses accions, com en el cas dels fets de Montejurra que no van arribar a ser investigats i avui se sap que van tenir la col·laboració dels serveis d'intel·ligència SECED, en el pla denominat Operació Reconquista.
Aquest període de la Transició marcaria una diferència substancial entre la normalització política que es donava a la resta de l'Estat de forma gradual i la persistència del conflicte basc. En paraules de Mario Onaindia:
| «                                                                                                  | Des de gener de 1977 a juny de 1977 es crea un abisme enorme entre Euskadi i la resta d'Espanya. En el 76 havia acabat la lluita per l'amnistia en la resta d'Espanya, i fou llavors quan va començar a Euskadi, perquè els presos que quedaven eren els d'ETA. Mentre començava la normalització, aquí hi havia una repressió ferotge. La campanya per l'amnistia coincideix amb una reflexió d'ETA, l'última que s'ha donat, sobre que el que ha representat sota el franquisme ha de representar-ho ara un partit polític que cal crear. A això els poli-milis li posen nom i cognom, i ETA Militar participa del plantejament, perquè ells volien ser només una organització militar. Es va veient que democràcia i violència són incompatibles. En aquesta època hi ha poquíssims atemptats d'ETA. | » |
| — Mario Onaindia en Memoria de la Transición<*ref>Memoria de la Transición d'El País, p. 190, 1995 | |   |

La Constitució Espanyola que es va aprovar a l'any següent, en 1978, impedeix autoritzar indults generals dins de l'Article 62 apartat i) de les Funcions del Rei. Per tant, a partir d'aleshores només poden sol·licitar-se indults de manera individual.

## Oblit posterior
Tot i que Francisco Avizanda Contín (Izaba, 1955) va fer un documental sobre aquests fets amb el títol Semana pro-amnistía (1977), aquests tràgics episodis han estat oblidats o ressenyats mínimament en els documents que reflecteixen la Transició espanyola. Així en els reportatges sobre la transició emesos a TVE l'any 2007 no han estat recollits, passant directament de la difícil legalització del Partit Comunista d'Espanya a l'abril, a les primeres eleccions de juny de 1977. Aquests reportatges van ser emesos primer en La 2, i posteriorment en la TVE 1, el 6 de desembre, en aquest cas com a especial de la popular sèrie de ficció Cuéntame cómo pasó en què van emetre extractes del primer reportatge amb fets reals i entrevistes a personatges reals significats de l'època, amb entrevistes als personatges de ficció de la sèrie (ben diferenciades) Tampoc al documental "Víctimas de la Transición" s'hi fa cap esmena a aquests dies.